# Pintadas
Pintadas este un oraș în statul Bahia (BA) din Brazilia.